# Австралийский фунт
Австралийский фунт — валюта Австралии с 1910 до 1966 года. Фунт состоял из 20 шиллингов, каждый шиллинг — из 12 пенсов.
Курс австралийского фунта был жестко привязан к курсу английского фунта, и составлял один к одному. Жесткая привязка объясняется тем, что поначалу и та, и другая валюта обеспечивались золотом. Впоследствии, в 1914 году британский фунт перестал обеспечиваться золотом, а когда вновь стал обеспеченным золотом в 1926 году, то вместо старого был установлен новый жесткий курс: A£1 = GB£0,8.

## Обмен фунтов на доллары
14 февраля 1966 года вместо фунта был введён в оборот австралийский доллар, являющийся десятичной валютой. Обменный курс составлял £1 = $2, поэтому 10s = $1, а 1s = 10¢. Более мелкие суммы переводились по курсу действительного обмена, показанного ниже:
| Пенсы | Точный обмен | Действительный обмен |  | Пенсы | Точный обмен | Действительный обмен |
| ----- | ------------ | -------------------- |  | ----- | ------------ | -------------------- |
| ½d    | 5⁄12¢        | 1¢                   |  | 6½d   | 5⁄12¢        | 5¢                   |
| 1d    | 5⁄6¢         | 1¢                   |  | 7d    | 5⁄6¢         | 6¢                   |
| 1½d   | 1⁄4¢         | 1¢                   |  | 7½d   | 61⁄4¢        | 6¢                   |
| 2d    | 12⁄3¢        | 2¢                   |  | 8d    | 62⁄3¢        | 7¢                   |
| 2½d   | 21⁄12¢       | 2¢                   |  | 8½d   | 71⁄12¢       | 7¢                   |
| 3d    | 21⁄2¢        | 2¢                   |  | 9d    | 71⁄2¢        | 8¢                   |
| 3½d   | 211⁄12¢      | 3¢                   |  | 9½d   | 711⁄12¢      | 8¢                   |
| 4d    | 31⁄3¢        | 3¢                   |  | 10d   | 81⁄3¢        | 8¢                   |
| 4½d   | 3⁄4¢         | 4¢                   |  | 10½d  | 83⁄4¢        | 9¢                   |
| 5d    | 41⁄6¢        | 4¢                   |  | 11d   | 91⁄6¢        | 9¢                   |
| 5½d   | 47⁄12¢       | 5¢                   |  | 11½d  | 97⁄12¢       | 9¢                   |
| 6d    | 5¢           | 5¢                   |  | 12d   | 1 s = 10¢    | 1 s = 10¢            |

## Монеты
Первые собственные монеты Австралии, выпуск которых в 1813 году организовал губернатор Лахлан Маккуари, представляли собой испанские серебряные доллары с вырезанной серединой. Середина («дамп») оценивалась в 15 пенсов, а наружное кольцо («дырчатый доллар») — в 5 шиллингов. Задачу вырезания монет и проставления клейма, обозначающего их номинал, доверили Уильяму Хеншаллу, осужденному фальшивомонетчику.
После открытия золота в Южной Австралии в пробирной палате Аделаиды в 1852 году чеканились фунтовые монеты. На аверсе этих монет размещалась корона, а на реверсе — номинал с указанием веса и пробы по краю.
В 1853 году в Сиднее был основан монетный двор в Сиднее, начавший в 1855 году чеканку золотых монет (соверенов и полусоверенов) с профилем королевы Виктории (аверс) и короной над словом Australia внутри венка (реверс) — первые монеты с названием континента. Австралийские монеты продолжали выпускать до 1870 года, но после этого Сидней чеканил золотые монеты, соответствующие общебританскому дизайну, которые отличались по клейму S рядом с датой. Были также открыты дворы в Мельбурне (1872) и Перте (1899). Выпуск золотых соверенов прекратился в 1931 году. В 1898 году британское правительство разрешило чеканку медной и серебряной монеты в Сиднее и Мельбурне, однако их чеканка была начата только в 1910 году.
За несколькими исключениями, австралийские колонии использовали монеты метрополии, и так продолжалось еще несколько лет после образования в 1901 году Австралийского Союза. Серебряные трехпенсовики, шестипенсовики, шиллинги и флорины (2 шиллинга) появились в 1910 году. На них изображался обращенный вправо коронованный бюст Эдуарда VII, который умер в том же году, и герб Австралии на реверсе. В следующем году бюст сменился обращенным влево портретом Георга V, тогда же к регулярным монетам добавили бронзовые полпенни и пенни. Реверс этих монет был прозаичным — номинал словами посередине. Новые серии, с изображением профиля Георга VI без короны и с графическими изображениями на реверсе, появились в 1938 году. На бронзовых монетах размещался кенгуру, а на серебряных — снопы пшеницы (три пенса) или меринос (шиллинг), но на шести пенсах осталась измененная версия герба, а на флорине присутствовала более сложная и коронованная версия герба. Сюжеты реверсов сохранились и в серии 1953—1964 годах, с профилем Елизаветы II на аверсе. Крона (5 шиллингов) с короной Тюдоров на реверсе чеканилась только в 1937—1938 годах. Флорин выпускался по поводу юбилея федерации (1951) и визита королевы (1954).